# UNCITRAL
Comisia Organizației Națiunilor Unite pentru dreptul comercial internațional (prescurtat UNCITRAL) este organismul legal central în cadrul sistemului Națiunilor Unite în domeniul dreptului comercial internațional. UNCITRAL a fost însărcinată de Adunarea Generală cu armonizarea și unificarea progresivă a dreptului comercial internațional, în special prin pregătirea de noi convenții internaționale, modele de lege și legi uniforme. UNCITRAL cuprinde 36 de membri aleși de către Adunarea Generală. Structura este de așa natură încât să reprezinte diferitele zone geografice ale lumii și principalele sisteme economice și juridice